# Scrophularia singularis
Scrophularia singularis är en flenörtsväxtart som beskrevs av K. H. Rechinger. Scrophularia singularis ingår i släktet flenörter, och familjen flenörtsväxter. Inga underarter finns listade i Catalogue of Life.